# 슈팅 게임
슈팅 게임(일본어식 영어: shooting game) 또는 슈터 게임(영어: shooter game)은 액션 게임의 대표적인 세부 장르로, 단순하게 총이나 대포를 쏘는 빠른 진행방식의 비디오 게임이다. 슈팅 게임의 주인공은 주로 비행기나 인물이다. 대표적인 슈팅 게임은 카운터-스트라이크가 있다. 카운터 스트라이크는 세부적으로 FPS(First-Person Shooter)장르에 속하는데, 이를 한글로 풀이하자면 1인칭 슈팅 게임이라 할 수 있다.

## 하위 장르
- 진행형 슈팅 게임
- 슈팅 갤러리
- 1인칭 슈팅 게임
- 3인칭 슈팅 게임
- 히어로 슈팅 게임
- 전술 슈팅 게임
- 루트 슈팅 게임(Loot shooter)